# Lưỡi rắn
Lưỡi rắn là tên gọi tắt của loài dương xỉ lưỡi rắn, cũng còn gọi xà thiệt có cuống (danh pháp khoa học: Ophioglossum petiolatum) thuộc chi Dương xỉ lưỡi rắn, họ Ophioglossaceae. Loài này đã được Hooker mô tả khoa học đầu tiên năm 1823. Trong cấu tạo danh pháp khoa học của  loài này thì từ "petiolatum" có nghĩa là "có cuống".